# 美国陆军第181野战炮兵团
美国陆军第181野战炮兵团（英語：181st Field Artillery Regiment），总部位于田纳西州查特努加市，隶属于田纳西陆军国民警卫队第30旅级司令部（30th Troop Command），是一支预备役单位。在美国陆军改制后，第181野战炮兵团目前实际上只有第1营一个营的建制，所以通常又称作第181野战炮兵团1营（1st Battalion, 181st Field Artillery Regiment）或简称为1-181野战炮兵营（1-181st FA BN）。该单位目前主要武器装备为M142高机动性多管火箭系统（HIMARS），是陆军国民警卫队中首个装备该武器的单位。
第181野战炮兵团的单位口号为“先发制人”（Hit'em First），自第一次世界大战起曾经多次转入现役参战。在解放科威特战役中，其所在的第196野战炮兵旅是仅有的两支实际参与作战的陆军国民警卫队单位之一。

## 历史

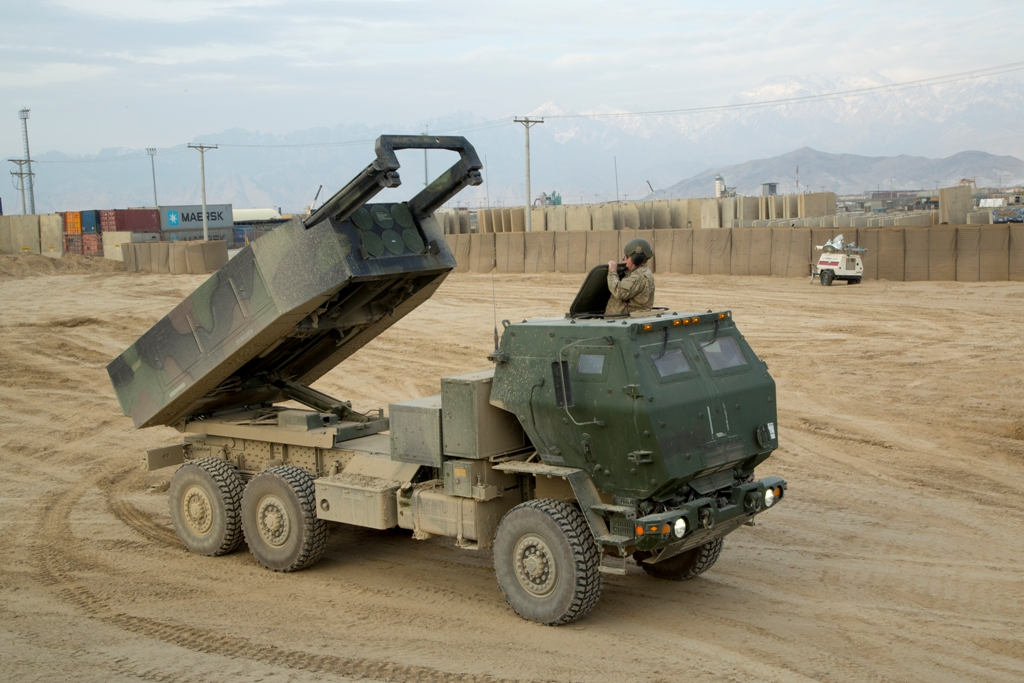
A连在阿富汗，2014年

第181野战炮兵团的历史可以追溯至1916年7月1日成立、正式组建于次年5月的田纳西国民警卫队第1独立骑兵营，共有A、B、C、D四个连。该营于1917年8月5日转入现役，同年9月14日该营的A、B、C连被改编为第114机关枪营并隶属于第30师；D连则改编为同属该师的第105迫击炮连。他们各自都参与了第一次世界大战的索姆河和百日攻势等战役。战争结束后，第114机关枪营和第105迫击炮连于1919年4月10日在佐治亚州的奥格尔索普堡宣告解散。1921年，该单位重组为第109骑兵营，营部位于田纳西州查塔努加市，隶属于第23骑兵师。1926年，营部移往该州首府纳什维尔，1936年，营部再度移回查塔努加。
1940年10月1日，第109骑兵营改编为第181野战炮兵团，不再隶属于第23骑兵师。1943年3月1日，第1营改编为第181野战炮兵营，参与了第二次世界大战太平洋战场的所罗门群岛、新几内亚、吕宋岛、南菲律宾等战役。战后，于1945年12月21日在加利福尼亚州的斯通曼军营解散。1946年11月14日，再度重组并隶属于第30步兵师。1954年10月27日，改编为第181装甲炮兵营，隶属于第30装甲师。1959年3月1日，再度重组为第181野战炮兵团，麾下仅有第1榴弹炮营一个营，1963年，重编为第1营和第2营。 1968年，再度改组为一个营。 1989年6月1日，团级单位在改制后的美国陆军仅作为象征形式存在，第181野战炮兵团也因此根据新的美国陆军团级单位系统进行编制隶属方面的改组。1991年2月，第181野战炮兵团第1营作为第18空降军第196野战炮兵旅的三个营之一，参与了解放科威特战役。此后，该营的一部分还参与了伊拉克和阿富汗战争。目前，第181野战炮兵团第1营隶属于第30步兵师的后身之一——第30旅级司令部。

## 编制
第181野战炮兵团目前只有第1营一个营的建制，总部位于田纳西州查塔努加国民警卫队军火库，其下辖营部（HHB）、A、B、前线支援（FSC）四个连。

## 荣誉
| 菲律宾总统部队嘉许奖 |